# Дерцен
Дерцен (колишня назва — Дрисіна) — село у Мукачівській міській громаді Мукачівського району Закарпатської області України.

## Герб
Затверджений в 1904р. У червоному щиті справа зелена виноградна лоза з такими ж листям і лазуровими гронами, а зліва - три золоті колоски. Щитотримачі - два протиобернених золотих леви, які тримають над щитом золоту корону.

## Історія
На південній околиці Дерцена, на похилій терасі урочища Балацо — поселення неоліту з алфельдською мальованою керамікою. Виявлено 26 житлово-господарських об'єктів. Тут же, на вершині тераси — давньослов'янське поселення VIII—IX століть. Поселення досліджувалося Ф. М. Потушняком.
На лівому березі струмка Коропець, в урочищі Мала Гора (район кар'єру цегельно-черепичного заводу) — багатошарове поселення епох неоліту, енеоліту (культура Полгар), бронзи, раннього заліза, латену та давньоруського часу. Поселення досліджувалося в 1974, 1975 і 1978 роках. В урочищі Керекхедь — поселення епохи бронзи. З кар'єру на Малій Горі походять два бронзові браслети.
Вперше згадується в 1321 році як Дерцен. Село на північному краю озера Серне вже було відомим у 13 столітті. 
У 14-му столітті село було власністю королеви, і тоді тут був храм, чий священник згадувався в 1321 році.
Селом володіли роди Сене, Палоці, а з XVI ст. — Добо.
Одна легенда пов'язує назву села з квіткою «дерце» (Cardaminopsis arenosa), яка росте на глиняних, болотяних ґрунтах.
Історичні документи свідчать, що село Дерцен переходило до рук різних феодалів і королів: сім'ї Сене, Палоці, з XVI століття сім"ї Добо, а частина земель села Дерцен тоді належало на праві власності сім"ям Бенецкі, Чато, Форгач, Мункачі.
За Сатмарським мирним договором 1711 року всі володіння Ракоці, у тому числі і село Дерцен перейшло до рук Габсбургів. В 1793 році Габзбурги передали село знаменитому лікарю і судді графу Йоханну Вейсу. В 1794 році Йоханн Вейс змінив прізвище та ім'я на Дерчені Янош. Дерчені Янош був розумним землевласником, багато зробив, щоб село Дерцен розвивалось, відкрив завод. Дерчені Янош писав книги про виноградарство, про медицину. Його сини Дерчені Іштван і Ласло були офіцерами, які брали активну участь в революційних подіях 1848—1849 році проти Габзбургів.
В 1875 році в селі Дерцен була велика пожежа, більшість будинків села згоріло.
В XIX столітті в селі Дерцен проживали такі сім'ї: Каллаї, Готтесманн, Деметер, Абоні, Бакош, Довка, фодор, Надь і Сабов.
1904 р. за зображеннями на давніших громадських печатках для селища було затверджено герб: на червоному щиті зелена виноградна лоза і поряд три золоті колоски (традиційний геральдичний символ причастя — «крові й тіла Христа»); щит увінчаний золотою зубчастою короною й підтримуваний з боків двома золотими оберненими левами.
В XX столітті, у квітні 1919 року в селі була встановлена Радянська влада. Після Тріанонського мирного договору від 1920 року в селі була чехословацька влада до 2 листопада 1938 року, відтоді знову село належало до Угорщини.
В 1928 році створена первинна організація КПЧ. Комсомольська організація виникла 1930 році.
Влітку 1944 року поблизу села діяв партизанський загін Дьюли Усти, у його складі було 14 жителів села.

## Населення
Згідно з переписом УРСР 1989 року чисельність наявного населення села становила 2736 осіб, з яких 1329 чоловіків та 1407 жінок.
За переписом населення України 2001 року в селі мешкало 2778 осіб.

### Мова
Розподіл населення за рідною мовою за даними перепису 2001 року:
| Мова       | Відсоток |
| ---------- | -------- |
| угорська   | 97,82 %  |
| українська | 1,58 %   |
| російська  | 0,11 %   |
| білоруська | 0,04 %   |
| німецька   | 0,04 %   |
| румунська  | 0,04 %   |
| інші       | 0,37 %   |

## Культура
2 культові споруди. Будинок культури, приміщення якого є найбільшим за площею в Мукачівському районі — 450 місткий. Наявне джерело мінеральної води.

## Релігія
94 % жителів села Дерцен реформатського віросповідання. Реформатська церква 1835 року побудови.

## Відомі люди
23 березня 1902 року в селі Дерцен народився художник Шандор Мугі.
1928 р. тут жив і працював чеський письменник Яромир Томечек.

## Туристичні місця
- Найвищий хрест в Україні (25,7 м) — основний елемент «Європейського парку примирення» в пам'ять про загиблих воїнів і спонукає до пошуку шляхів примирення людей в наші дні.

- Реформатський храм 1809 р. з чинним старовинним органом.

- На похилій терасі урочища Балацо — поселення неоліту з алфельдською мальованою керамікою.

- Давньослов'янське поселення VIII—IX століть.

- В урочищі Мала Гора (район кар'єру цегельно-черепичного заводу) — багатошарове поселення епох неоліту, енеоліту (культура Полгар), бронзи, раннього заліза, латену та давньоруського часу.

- В урочищі Керекхедь — поселення епохи бронзи.

- Дегустація надзвичайної якості мадярських фруктових палинок (понад 30 видів) з традиційною мадярською закускою.